# Safeway Inc.
Safeway Inc. is een Amerikaanse beursgenoteerde supermarktketen. Het is, na Kroger, de grootste supermarktketen in Noord-Amerika, met zo'n 1700 winkels in het westen en centrum van de Verenigde Staten en in het westen van Canada. Er is ook een aantal Safeways in de Midden-Atlantische staten. 
Safeway staat op de Fortune 500-ranglijst en is genoteerd aan de New York Stock Exchange. De hoofdzetel bevindt zich in Pleasanton (Californië).